# Contracaecum zenopsis
Contracaecum zenopsis är en rundmaskart. Contracaecum zenopsis ingår i släktet Contracaecum och familjen Anisakidae. Inga underarter finns listade i Catalogue of Life.